# فرار (قانون)
فرار (انگلیسی: Evasion) در قانون، یک دکترین اساسی سیاست عمومی است که در تعارض حقوق بین‌الملل خصوصی نیز وجود دارد.

## تعریف
اگرچه می‌توان به‌طور مشروع برای جلوگیری از وقوع الزام یا مسئولیت قانونی که توسط قانون تحمیل شده‌است، برنامه‌ریزی کرد، اما در صورتی که وظایف و تعهدات به درستی تحمیل یا متحمل شده باشد، هیچ‌کس نمی‌تواند از اجرای مقررات الزام‌آور جلوگیری کند.